# Rutshuru
Rutshuru è una cittadina della Repubblica Democratica del Congo, capoluogo del territorio di Rutshuru, nella provincia del Kivu Nord. Si trova sulla strada nazionale RN2, 68 km a nord del capoluogo di provincia Goma.
Nel gennaio 2006, nell'ambito del Conflitto del Kivu, la cittadina fu occupata dalle forze del Congresso nazionale per la difesa del popolo di Laurent Nkunda. Rimase uno dei più grandi centri sotto il controllo dei ribelli fino alla fine del conflitto, quando fu liberata dall'esercito congolese.
L'8 luglio 2012 Rutshuru fu conquistata dal gruppo ribelle Movimento 23 marzo, che la manterrà fino alla riconquista da parte dei governativi nell'ottobre del 2013. Il mese successivo il presidente Joseph Kabila, al termine di un viaggio di 930 km attraverso il paese, visitò Rutshuru e vi tenne un discorso in cui inneggiava alla pace.